# Bråbygdens häradsrätts tingshus

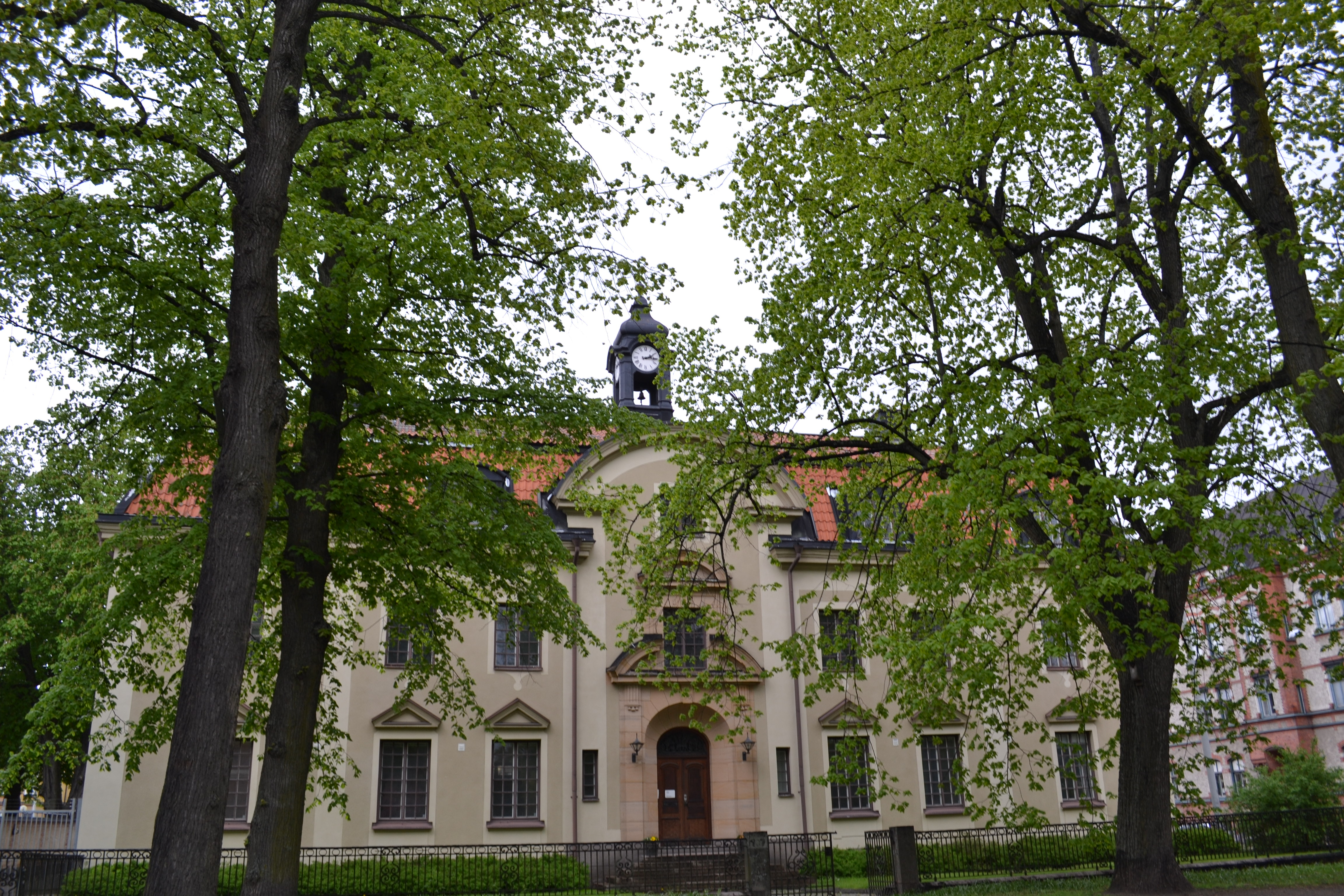
Fasaden mot Södra Promenaden

Bråbygdens häradsrätts tingshus ritades av Isak Gustaf Clason och uppfördes 1903 vid Södra Promenaden, granne med den av Agi Lindegren ritade och två år tidigare byggda Villa Swartz. Byggnaden, med kontorsingång på Olai Kyrkogata, invigdes den 5 september 1904 för Björkekinds m.fl. häraders domsagas häradsrätt. Den blev senare tingshus för Bråbygdens och Finspånga läns domsagas häradsrätt och från domstolssammanslagningen 1971 tingshus för Norrköpings domsaga, numera Norrköpings tingsrätt. Under hösten 2024 flyttade tingsrätten till en ny byggnad. Huset är klassat som en byggnad med den högsta bevarandeklassen i kommunens översiktsplan "Framtid Norrköping Översiktsplan 2002". 
Tingshuset är L-format och har sin huvudfasad mot Södra Promenaden och sin sidofasad på Olai Kyrkogatan, där ingången för personal och besökare finns. Delen mot Södra Promenaden, i två våningar med inredd vind under ett valmat mansardtak, inrymde ursprungligen på bottenvåningen bland annat kansli och lokaler för nämndemännen, på andra våningen bostad för häradshövdingen och på tre tredje våningen en vaktmästarbostad. Salarna för förhandlingar låg i den tre våningar höga längan mot Olai Kyrkogata.
Byggnadens mest representativa del mot Södra Promenaden ligger något indragen från gatan med en förträdgård, avgränsad av ett järnstaket mot gatan. Fasaderna är sprutputsade i gråbeige färg. Entrén till denna del av byggnaden är infattad i en portal av röd sandsten. 
Huskroppen utefter Olai Kyrkogata, är uppförd i två våningar. Den rymde ursprungligen bland annat en 15 meter lång, nio meter bred och två våningar hög tingssal. År 1957 sattes ett mellanbjällag in så att två salar skapades med lägre takhöjd. 
Tingshuset byggdes till 1974 med en ny trevånings tingsrättsbyggnad i tegel mot Olai Kyrkogata och Nygatan, med en ny huvudentré.

## Ny tingshusbyggnad
Domstolsverket har låtit uppföra ett nytt tingshus vid Norra Promenaden, sydväst om Packhusrondellen, med omkring 4.150 kvadratmeter yta för 50 arbetsplatser och med nio förhandlingssalar. Inflyttning skedde i september 2024.